# ハワード・N・ポッツ・メダル
ハワード・N・ポッツ・メダル（Howard N. Potts Medall）は、アメリカ合衆国の自然科学および発明の賞。
ペンシルベニア州フィラデルフィアのフランクリン協会から授与されていた。1998年ベンジャミン・フランクリン・メダル (フランクリン協会)に統合された。

## 受賞歴
受賞年　受賞者（分野）
- 1911 - ウィリアム・ウェーバー・コブレンツ（物理学）
- 1912 - William Arthur Bone（化学）
- 1913 - James A. Bizzell（地球科学）
- 1913 - Thomas Lyttleton Lyon（地球科学）
- 1914 - Ralph Modjeski（工学）
- 1916 - William Jackson Humphreys（物理学）
- 1916 - William Spencer Murray（工学）
- 1917 - Ulric Dahlgren（生命科学）
- 1918 - Alexander Gray（工学）
- 1918 - アーサー・エドウィン・ケネリー（工学）
- 1918 - Louis Vessot King（工学）
- 1919 - Reynold Janney（工学）
- 1919 - Clarence P. Landreth（化学）
- 1919 - Harvey D. Williams（工学）
- 1920 - Wendell Addison Barker（発明）
- 1920 - Edward P. Bullard, Jr.（工学）
- 1921 - Elmer Verner McCollum（生命科学）
- 1921 - Alfred O. Tate（工学）
- 1922 - Ernest George Coker（物理学）
- 1922 - Charles R. Downs（化学）
- 1922 - Richard Bishop Moore（化学）
- 1922 - J. M. Weiss（化学）
- 1923 - Albert Wallace Hull（化学）
- 1924 - ジョン・オーガスト・アンダースン（工学）
- 1924 - William Gaertner（工学）
- 1925 - チャールズ・トムソン・リーズ・ウィルソン（物理学）
- 1926 - William David Coolidge（物理学）
- 1926 - ジョージ・パジェット・トムソン（化学）
- 1927 - George E. Beggs（物理学）
- 1927 - Marion Eppley（工学）
- 1928 - Eugene C. Sullivan（化学）
- 1928 - William C. Taylor（化学）
- 1928 - Oscar G. Thurow（工学）
- 1931 - Benno Strauss（工学）
- 1932 - George Paget Thomson（物理学）
- 1933 - イーゴリ・シコールスキイ（工学）
- 1934 - Ernst Georg Fischer（工学）
- 1936 - フェリックス・ベニング・マイネス（工学）
- 1937 - John Clyde Hostetter（工学）
- 1938 - Lars Olai Grondahl（工学）
- 1939 - Newcomb K. Chaney（工学）
- 1939 - H. Jermain Creighton（工学）
- 1941 - ハロルド・ユージン・エジャートン（工学）
- 1942 - Jesse Wakefield Beams（物理学）
- 1942 - Harcourt Colborne Drake（工学）
- 1942 - ベルナール・リヨ（物理学）
- 1943 - Don Francisco Ballen（生命科学）
- 1943 - Paul Renno Heyl（物理学）
- 1945 - Edwin Albert Link（工学）
- 1946 - アイラ・ボーエン（物理学）
- 1946 - ベングト・エドレン（物理学）
- 1946 - Sanford Alexander Moss（工学）
- 1947 - ウラジミール・ツヴォルキン（工学）
- 1948 - Eugene Jules Houdry（化学）
- 1948 - Clarence A. Lovell（工学）
- 1948 - David Bigelow Parkinson（工学）
- 1949 - ジョン・プレスパー・エッカート（計算機科学・認知科学）
- 1949 - Clinton Richards Hanna（工学）
- 1949 - ジョン・モークリー（計算機科学・認知科学）
- 1950 - マール・アンソニー・トューヴ（工学）
- 1951 - Basil A. Adams（工学）
- 1951 - Clifford M. Foust（物理学） [4]
- 1951 - Eric Leighton Holmes（化学）
- 1956 - エドウィン・ハーバート・ランド（工学）
- 1958 - William Nelson Goodwin, Jr.（工学）
- 1958 - Emanuel Rosenberg（工学）
- 1959 - George W. Morey（工学）
- 1960 - チャールズ・スターク・ドレイパー（工学）
- 1962 - Wilbur H. Goss（工学）
- 1964 - Erwin Wilhelm Müller（工学）
- 1965 - クリストファー・コッカレル（工学）
- 1966 - Robert Kunin（化学）
- 1967 - ジョン・L・モル（工学）
- 1968 - ハインリヒ・フォッケ（工学）
- 1969 - アルバート・ギオルソ（化学）
- 1969 - Charles P. Ginsburg（工学）
- 1970 - ジャック＝イヴ・クストー（生命科学）
- 1971 - William David McElroy（生命科学）
- 1972 - ジャック・ピカール（工学）
- 1973 - Charles Howard Vollum（工学）
- 1974 - ジェイ・フォレスター（工学）
- 1975 - LeGrand G. Van Uitert（工学）
- 1976 - ステファニー・クオレク（工学）
- 1976 - Paul W. Morgan（工学）
- 1977 - ゴッドフリー・ハウンズフィールド（生命科学）
- 1978 - Michael Szwarc（化学）
- 1979 - シーモア・クレイ（計算機科学・認知科学）
- 1979 - Richard Travis Whitcomb（工学）
- 1980 - Stanley G. Mason（物理学）
- 1981 - August Uno Lamm（工学）
- 1982 - Charles Gilbert Overberger（化学）
- 1983 - George G. Guilbault（生命科学）
- 1983 - ポール・ラウターバー（物理学）
- 1985 - William Cochran（生命科学）
- 1986 - Martin David Kruskal（物理学）
- 1986 - Norman J. Zabusky（物理学）
- 1988 - Dudley Dean Fuller（工学）
- 1989 - Sir Charles William Oatley（物理学）
- 1991 - Richard E. Morley（計算機科学・認知科学）